# The Iguanas (gruppo musicale del Michigan)
The Iguanas sono stati un gruppo musicale garage rock statunitense attivo negli anni sessanta.
Secondo All Music Guide il gruppo si è guadagnato un posto nella storia del rock & roll come trampolino di lancio per il "padrino del punk", Iggy Pop. Quest'ultimo, l'"iguana", deve il suo storico soprannome (Iggy) proprio alla militanza in questo gruppo.

## Storia del gruppo
Gli Iguanas vennero fondati nel 1963 ad Ann Arbor da Iggy Pop ed il chitarrista Jim McLaughlin, debuttando alle scuole superiori. Successivamente si unì al gruppo il sassofonista Sam Swisher. Il trio registrò un demo strumentale presso gli studi di registrazione del padre di McLaughlin, per poi accogliere in formazione Nick Kolokithas alla chitarra e Don Swickerath al basso. Nel 1964 erano già la più grande attrazione della scena rock di Ann Arbor, suonando regolarmente in sale da ballo, locali per ragazzi, e feste di confraternita; lo stesso anno seguì una sessione di registrazione per il secondo demo.
Nella primavera del 1965 gli Iguanas entrarono negli studi di registrazione United Sound a Detroit per incidere altri tre brani, fra i quali una reinterpretazione della canzone di Bo Diddley Mona (pubblicata come singolo con l'etichetta di Detroit Forte Records) e Again and Again (il primo brano originale di Iggy Pop). In seguito aprirono concerti per gruppi come Four Tops, Shangri-Las e Kingsmen.
Iggy Pop uscì dalla formazione nel 1966 per entrare nei The Prime Movers; gli Iguanas trovarono un nuovo batterista e suonarono in alcuni locali di Boston e New York; ma nel 1967, quando fallì il loro tentativo di avere un contratto con la Columbia Records, si sciolsero.
Nel 1996, McLaughlin, Kolokithas, e Swickerath annunciarono di essere intenzionati a ricostituire il gruppo. Pubblicarono così l'album retrospettivo Jumpin' with The Iguanas e l'omonima raccolta The Iguanas, descritta da Billboard come "una compilation senza prezzo del garage rock di Ann Arbor".

## Formazione
- Iggy Pop - voce, batteria
- Jim McLaughlin - chitarra
- Sam Swisher - sassofono
- Nick Kolokithas - chitarra
- Don Swickerath - basso

## Discografia

### Album in studio
- 1996 - Jumpin' with The Iguanas

### Raccolte
- 1996 - The Iguanas

### Singoli
- 1965 - Mona
- 1965 - Again and Again